# Platycis pusilla
Platycis pusilla is een keversoort uit de familie netschildkevers (Lycidae). De wetenschappelijke naam van de soort werd in 1790 gepubliceerd door Johann Friedrich Gmelin.